# Stipa aphylla
Stipa aphylla là một loài thực vật có hoa trong họ Hòa thảo. Loài này được (Rodway) J.Townrow miêu tả khoa học đầu tiên năm 1970.